# Jana Morelj
Jana Morelj Vidmar, slovenska radijska voditeljica, * 18. februar 1983.
Jana Morelj Vidmar je postala prepoznavna po tem, ko je postala sovoditeljica Denisa Avdića v jutranjem programu Radia 1. V oddaji je sodelovala od 2010 do 30. avgusta 2024, ko je iz osebnih razlogov, povezanih z družino, zapustila ekipo. Z ekipo je nato ustvarila novo radijsko postajo Radio 1 Rock, ki je začela oddajati v novembru 2024 in v kateri Jana Morelj nastopa v vlogi voditeljice. Ustvarja tudi svoj podkast, v katerem gosti glasbenike in druge umetniške ustvarjalce.
Poleg tega občasno podaja vremensko napoved na komercialni televizijski postaji POP TV.

## Zasebno
Z nekdanjim partnerjem Markom Žumerjem Fogyjem, skaterjem in didžejem, ima hčer Mio (*2018). Maja 2025 se je poročila s snemalcem Markom Vidmarjem.